# Asedio de Gurganj
El asedio de Gurganj se refiere a un enfrentamiento militar sucedido durante la invasión del Imperio jorezmita por el naciente Imperio mongol durante 1220 y 1221. En este evento, los hijos del jagán Gengis Jan, los janes Yochi, Chagatai y Ogedei asediaron y destruyeron la capital de Corasmia. Los restos de la ciudad se encuentran en la actual localidad de Kunya-Urgench, cerca de la moderna Urgench.

## Antecedentes

### Campaña
Según la crónica del persa Rashid-al-Din Hamadani, mientras el jagán del Imperio mongol, Gengis Jan, avanzó sobre Bujará y la destruyó, sus hijos Chagatai, Ogedei y Tolui asediaban Otrar. Después de tomar la ciudad, tomaron Banakat y la mayoría de las ciudades del Turquestán y marcharon para unirse con su padre en Samarcanda. Esta ciudad ya había sido destruida por Gengis Jan, quien le ordenó a su yerno Tukuchar y sus generales Yebe y Subotai atacar el Gran Jorasán y perseguir al sah Mohamed II de Corasmia, anunciando que su hijo Tolui pronto les seguiría con refuerzos, mientras enviaba a sus hijos mayores Yochi, Chagatai y Ogedei a tomar las ciudades de Corasmia, incluyendo la capital, Gurganj; sin embargo, el historiador Minhaj-i Siraj Juzjani mencionaba que el ejército era comandado sólo por Yochi y Chagatai, aunque en otra sección indica que Yochi llegó sólo con su ejército a Gurganj. Mientras que otro cronista, Ata-Malik Juvayni, decía que eran Chagatai y Ogedei. Los historiadores modernos suelen asumir que los tres hermanos participaron del asedio.
Después de enterarse de que los hijos mayores de Mohamed II había vuelto a Gurganj, «un ejército que era tan grande en número como la arena del desierto», en palabras de Hamadani, partió en el otoño. Otro cronista, Ali ibn al-Athir, aseguraba que fue el mayor destacamento reunido por los mongoles durante la guerra porque sabían que los habitantes de Corasmia eran valientes y numerosos. Según Juvayni, Yochi estaba en Yend y desde ahí envió levas a la campaña por orden de su padre, y que el ejército que asediaba la ciudad era tan masivo como una inundación.
La madre del sah, Terken Jatun, fue informada de la venida de los mongoles. Inicialmente, considerando su influencia en el ejército jorezmita y buscando causar una división interna, el jagán le envió carta asegurándole que la guerra era contra su hijo y no contra ella. Por entonces, las tropas de Yochi ya actuaban en el delta del río Sir Daria, donde eran vulnerables a un contraataque. El propio Mohamed II también debió informarle a su madre que Jiva y Gurganj eran los siguientes objetivos de los mongoles.
A inicios de marzo de 1220, Terken Jatun huyó de Gurganj al sur a sus nietos menores, el harén de su hijo y el tesoro real. Antes de partir, ordenó la ejecución de doce importantes prisioneros bajo su poder, incluyendo a dos hijos del sultán selyúcida Toghrul III, el gobernador Imad ad-Din de Balj y su hijo, el gobernador al-Malik Bahram Sah de Termez, el gobernador Ala ad-Din de Bamiyán, el gobernador Jamal ad-Din Umar del río Vajsh, dos hijos del gobernador de Sugnak (refugiado entre los turcos), y Burhan ad-Din Muhammad Sadr Jahan, su hermano Iftijar Jahan y sus hijos Malik al-Islam y Aziz al-Islam. Sólo perdonó a Umar Jan, hijo del antiguo jefe de la tribu turca yazyr, quien conocía el camino y fue su guía, sin embargo, cuando estaba por abandonar la comarca, Terken Jatun ordenó ejecutarlo también. La caravana llegó a la fortaleza de Ilal, en la región de Mazandarán, donde el tesoro y el harén encontraron refugio.
Mohamed II y su madre dejaron a Corasmia sumergida en el caos y su capital quedó en manos de un alborotador llamado Ali Kuh-i Darugan, por lo que nadie organizó una adecuada defensa. Había rumores de que el sah estaba luchando contra los invasores o que seguía huyendo, pero la verdad es que Mohamed II había muerto en el exilio en una isla del mar Caspio. La situación se prolongó hasta el retorno de sus tres hijos mayores a la capital. En el verano de ese año, el gobernador Temur Melik de Juyand llegó a Gurganj y consiguió organizar fuerzas para un pequeño contraataque, incluso recuperó Jankent (Yanikant), pero por motivos desconocidos no continuó las operaciones.

### Caos en Corasmia
Jalal ad-Din Mingburnu, fue nombrado heredero por su padre en su lecho de muerte. De inmediato se dirigió a Gurganj enviando a algunos fieles como vanguardia y acompañado de sus medio hermanos Ozlak Sultán (Ozlag Sah, Qutb ad-Din Uzlag Sah o Arzaq Sultán) y Ak Sultán (Ak Sah o Aq Sultán). Anteriormente, Ozlak había sido el heredero designado gracias a la influencia de su abuela, Terken Jatun.
En la capital fueron bien recibidos y rápidamente acabaron con el desorden. Khwandamir, Hamadani y Juvayni escribieron que Jalal ad-Din se enteró de que los emires Buji Pehlevan (tío materno de Ozlak), Kuchai Tegin, Ogul Jayib y Timur Melik habían reunido 90 000 turcos qangli mientras los mongoles aún no llegaban a Corasmia, pero los jefes militares estaban divididos entre apoyar a Ozlak o Ak, aunque decididos a no aceptar a Jalal ad-Din. El erudito sueco Carl Fredrick Sverdrup descarta tal cifra y afirma que la guarnición de tropas regulares sólo alcanzaría una fracción. En cambio, el secretario personal del nuevo sah, Shihab al-Din Muhammad al-Nasawi, afirmaba que se lograron reunir 7000 jinetes, supervivientes de las tropas de su padre que se habían dispersado por Corasmia, la mayoría de la tribu bayabut y liderados por Buchi Pajlavan, apodado Kutlug Jan, partidario de Ozlak.
Pensando en su propio interés, los emires no deseaban un sah fuerte que limitara su poder y autonomía. Pronto un oficial llamado Inanj Jan le informó al nuevo sah de una conspiración para asesinarlo o arrestarlo, esto ocurrió probablemente a finales de enero de 1221. Al día siguiente, Jalal ad-Din huyó de la ciudad acompañado de Temur Melik y 300 fieles. Sus hermanos lo siguieron tres días más tarde, deseosos de imitar a su famoso hermano y sabedores por rumores de la venida de los invasores. Hamadani afirmaba que la ciudad quedó sin sus príncipes y sus cabecillas pasaron a ser un pariente de la madre de Ozlak y Ak, Turkan Jatún, el háyib Murgul, el comandante Buka Pahlevan y Ali Margini, entre otros. Juvayni menciona al general Jumar Tegin (pariente de la Terken Jatun), el visir y háyib Moghol, Er Buqa Pahlavan y el comandante Alí Durughini, entre otros. Al saber que venían los invasores, los notables se reunieron y decidieron convocar una asamblea y elegir a viva voz a Jumar Tegin como sultán y rey.

## Asedio

### Ciudad
Las urbes de Asia Central, entre los siglos IX y XIII, se organizaban en una estructura tripartita: ciudadela, pueblo intramuros y suburbios. La ciudadela se llamaba kuhandiz en persa y qal'a en árabe, la ciudad interna sharistán y madina respectivamente y los suburbios rabad en ambos idiomas. La ciudadela donde se originó la urbe estaba en una colina llamada Kyrk Molla, hacia el sur y este creció una nueva zona amurallada desde el siglo VII. Posteriormente, en el siglo XII, la ciudad se expandió con arrabales al oeste, y sobre todo al sur con el barrio de Kaan. Esta zona se encontraba separada del resto de la ciudad por el canal de Kerder que era afluente del Daria Lyk o Kunia Daria, a su vez afluente del río Amu Daria.
Los materiales de construcción solían ser una arcilla llamada pajsa (arcilla encharcada sin cocer) y ladrillos de barro, no rocas (más resistente a armas de asedio). Los edificios solían contar con arcos y vigas para sostener sus techos y estaban sobre una base cuadrada de tres escalones. Las ciudades tenían un diseño rectangular con los edificios organizados en bloques en torno a una calle axial, y algunos de estos bloques contaban con complejos palaciegos y templos. Sus muros tenían galerías para los arqueros y torres.

### Llegada de los mongoles
Pronto, una partida de invasores llegó a las puertas de la ciudad y empezó a robar ganado. Una fuerza tan pequeña hizo que los defensores se confiaran, sin darse cuenta de que sólo era una vanguardia. Reunieron un contingente de infantes y jinetes en las puertas de Gurganj y salieron a enfrentar a los extranjeros, quienes empezaron a retirarse hasta llegar a Bagh-i-Jurram, bastante lejos de la urbe, donde intentaron emboscar a los defensores. Los atacaron desde el frente y la retaguardia, arrojándoles flechas antes de cargar con lanzas y espadas. Al anochecer, los conquistadores habían destruido a sus perseguidores y procedieron a acercarse a la puerta Qaliban y acamparon en Tanura, pero cuando cayó el Sol, se retiraron por precaución. Al amanecer, un general de la ciudad, Faridun Ghuri, esperó en la puerta con 500 soldados y resistió todo ese día los ataques de los invasores.
Nasawi contaba en su crónica que primero llegó el general (noyan) Baiju Bek (Baikhu, Baichu, Bo'orchu) con un gran ejército, sumándosele luego Ogedei y más tarde Chagatai y los generales Tolan Cherbi (Tolun Cherbi), Ustun Noyan y Kadan Noyan (Qada'an), reuniendo más de 100 000 soldados. Bar Hebraeus señalaba que cuando Yochi partió de Otrar hacia Corasmia su ejército equivalía a unos 50 000 hombres. Historiadores modernos indican que el ejército de Yochi se componía de tres tumenes y el de Chagatai y Ogodei de otros tantos.
Cuando un ejército mongol se aproximaba a una gran ciudad, lo primero que solía hacer era quemar las villas cercanas para que los aterrorizados campesinos huyeran a las urbes. Los miles de refugiados obstruían los caminos y cortaban el paso a los convoyes de suministros enemigos. La sobrepoblación causaba el rápido agotamiento de las reservas de alimentos, por lo que el hambre generaba epidemias, saqueos, motines y canibalismo dentro de las ciudades, llevando a que las guarniciones debieran matar a mucha de su propia gente para mantener el orden interno.
Cuando el ejército mongol llegó a la ciudad, sus jefes cabalgaron a su alrededor y acamparon formando un anillo. Empezaron a construir catapultas (manjanik), tortugas (mataris) y máquinas de asedio (dabbabat). Luego, enviaron emisarios para llamar a la población a que se rindiese mientras buscaron rocas para las maganas, pero como Corasmia no era un territorio rocoso, debieron conformarse con troncos (que hacen menos daño a una muralla). Los troncos fueron cortados en pedazos circulares y luego mojados con agua para darles mayor dureza. Sólo después de acabar de construir su maquinaria, los mongoles se acercaron a las murallas.
En una sección de su crónica, Juzjani mencionaba que Yochi llegó ante las puertas de la ciudad y decidió resistir. Nasawi escribió que Yochi llegó a Transoxiana después y envió emisarios a prometer misericordia si la ciudad se rendía sin luchar. De hecho, su división no realizó incursiones contra las poblaciones rurales de Corasmia, mostrándose más misericordioso que en otras regiones. Esto llevó a algunos defensores proponer que debían rendirse, pero se impuso la facción que deseaba resistir, incluso cuando el sah Mohamed II les envió una carta animándolos a negociar. Rechazada la propuesta de paz, Yochi marchó a unirse a sus hermanos en el asedio.
Todos los días prometían misericordia, pero también amenazaban y a veces intercambiaban proyectiles con los defensores. Finalmente, llegaron los refuerzos de Jand, se trataba de los hashar, a los que se ordenó rellenar el foso que rodeaba Gurganj y derrumbar los pies de los edificios exteriores a las murallas para conseguir la tierra. A pesar de estar sometidos a una constante lluvia de flechas durante las obras, los prisioneros terminaron en dos días. Ante tal situación, Jumar Tegin negoció en secreto y salió por una puerta para rendirse ante los mongoles, causando confusión y desaliento entre los defensores. Basado en las fuentes, Sverdrup cree que los ejércitos de Chagatai y Ogedei llegaron primero y luego se les sumó Yochi. Acorde con el historiador ruso Vasili Bartold, se trataba de un movimiento de pinzas: Yochi avanzando desde el noroeste y Chagatai y Ogedei desde el sudeste.
A continuación, según Hamadani, 3000 mongoles asaltaron por sorpresa el puente que cruzaba el río y comunicaba las dos partes de la ciudad, pero los locales reaccionaron, consiguiendo rodearlos y matarlos a todos. Juvayni relata el mismo evento, pero da a entender que ocurrió después que los mongoles escalaron las murallas y se inició el combate urbano.

### Destrucción de la ciudad
En esos momentos, las diferencias entre Yochi y Chagatai se volvieron una disputa abierta que afectó negativamente la disciplina de los mongoles, sufriendo muchas bajas gracias a las defensas de la ciudad. La Historia secreta de los mongoles menciona un incidente sucedido cuando se debatió sobre la sucesión del jagán: Chagatai llamó a Yochi «bastardo de los merkitas». El aludido respondió agarrando a su hermano del cuello y sus familiares debieron separarlos. El historiador holandés Leo de Hartog señaló que se especula que lento avance en el asedio pudo deberse a que Yochi no deseaba destruir la ciudad para cobrarle tributos en el futuro, pues estaba en las tierras que le dejaría su padre. Por eso intentó repetidamente negociar con los defensores, lo que molestó a Chagatai.
Los mongoles pidieron refuerzos, que el jagán le envió en gran número. Gengis Jan partió de Samarcanda a Qarshi y luego destruyó Balj, donde un mensajero de sus hijos le informó de la situación en Gurganj: no eran capaces de tomar la urbe, habían padecido muchísimas bajas y había una disputa entre Yochi y Chagatai. Gengis Jan, molesto, ordenó que el mando supremo fuera asumido por Ogedei, quien era respetado por todos los oficiales y se había demostrado su habilidad para llevarse bien con sus dos hermanos. Hamadani se indica que pudo enviar a Tolui para mediar con sus hermanos. Christopher Atwood, erudito estadounidense, señala como las fuentes no son unánimes a la hora de describir el desempeño de los comandantes, lo que probablemente se deba a un intento de disminuir el rol de Yochi y exaltar a Ogedei en las que se escribieron décadas después del asedio. Lo que si es seguro es que Yochi estuvo personalmente a cargo del asedio, al menos en un inicio.
Señalaba Athir que se produjeron varios asaltos hasta que cayó una parte de la ciudad y los defensores se reunieron e intentaron expulsarlos, pero no pudieron. Una vez dentro, los conquistadores debieron luchar distrito por distrito y a la defensa se unieron mujeres y niños, acabando en la total masacre de los habitantes, el saqueo de todo objeto de valor y los edificios derrumbados. Acorde con Hamadani, Ogedei reimpuso la disciplina en el ejército y cuando ordenó un asalto general, ese mismo día cayeron las murallas, iniciándose un combate urbano en que se luchó por cada palacio y barrio de Gurganj, quedando todo edificio convertido en ruinas humeantes. Juvayni relataba después de escalar las murallas, los mongoles se encontraron con una firme resistencia y empezaron a quemar con barriles de nafta las casas y barrios de la ciudad hasta convertirlos en montones de tierra. La batalla se dio casa por casa y cuadra por cuadra hasta que toda Gurganj fue conquistada. Nasawi mencionaba que Yochi ordenó el asalto feroz y consiguió tomar un bloque o barrio de la ciudad, pero los defensores y habitantes se refugiaron en los otros tres. Cuando los corasmios se dieron cuenta de que todo estaba perdido, enviaron como muhtasib (negociador) al faquir Alí ad-Din al-Jayyati a pedir clemencia: «Ya hemos visto lo terrible que es el Jan, ahora ha llegado el momento de que seamos testigos de su misericordia». En la tienda de Yochi, este le respondió: «¿Qué cosa terrible vieron en mí? ¡Después de todo, ellos mismos destruyeron a mis guerreros y prolongaron la batalla! ¡Fui yo quien vio su apariencia amenazante! ¡Y ahora os voy a mostrar lo que debe ser el temor a mí!». Se menciona que el jagán deseaba conocer al famoso jeque Najm al-Din Kubra, pero aquel prefirió quedarse en Gurganj, su ciudad de residencia, y murió en el asedio.
El historiador ruso Stanislav Cherniavsky descartaba las cifras de Hamadani de 50 000 soldados mongoles presentes al final del asedio. Cherniasvsky afirmaba que no pudieron ser tantos y supone que debieron ser inicialmente unos 20 000. Sin embargo, durante las primeras etapas Chagatai pudo perder hasta la mitad de sus hombres, luego llegó Ogodei con 30 000 refuerzos y numerosos hashar. Posiblemente no quedaban más de 30 000 mongoles al final de la batalla y el resto había resultado muerto o herido.

### Datación
El asedio había durado cuatro meses según Juzjani, cinco según Athir y siete según Hamadani. Sin embargo, en una sección de su obra, Juzjani afirmaba que la ciudad cayó en pocos días. Nasawi afirma que el asedio se produjo entre los meses de Dhu ul-Qá'dah del año 617 y Safar del 618. El primer mes equivalía al período transcurrido entre el 28 de diciembre de 1220 y el 26 de enero de 1221, y el segundo mes al lapso entre el 27 de marzo y el 24 de abril de 1221. Por esto, De Harto creía que el asedio acabó en abril de 1221. El historiador británico John Joseph Saunders estimó que el asedio se produjo entre octubre de 1220 y abril de 1221, asumiendo como cierto el relato de Hamadani.

## Consecuencias

### Masacre
Hamadani indicaba que los conquistadores expulsaron a toda la población a la estepa, donde seleccionaron a 100 000 artesanos para enviarlos a Oriente. Después, esclavizaron a los niños y mujeres jóvenes, mientras que el resto fue asesinado, de hecho, según Hamadani, a cada uno de los 50 000 soldados mongoles se le exigió traer 24 cabezas. Después, toda estructura que seguía en pie fue derrumbada, pero según Juzjani, sólo se salvaron la fortaleza de Kushk-i-Ajyak y el mausoleo del sultán Ala ad-Din Tekish.
Yahya Gulyamov señalaba lo exagerada de esas cifras indicando que de ser ciertas significaría que una ciudad medieval hubiera tenido cerca de millón y medio de habitantes. Cherniavsky hace algo similar. Si cada soldado mongol hubiera matado a tal cantidad de personas, hubieran supuesto 1 200 000 víctimas y sin contar a los caídos en meses de asedio. Además, se tienen que contar a los artesanos y los no combatientes esclavizados. Según el historiador ruso, si se tiene en cuenta que por cada hombre corasmio habrían en promedio dos mujeres y tres niños, la población de Gurganj hubiera sido originalmente de casi ocho millones, algo imposible para la tecnología de la época. Cherniavsky indica que toda cifra sobre botín, ejércitos o fallecidos deben analizarse con cuidado.
En el relato de Juzjani, los mongoles llevaron a los supervivientes a una planicie afuera de la ciudad y separaron a las mujeres de los hombres. Entre las féminas escogieron a algunas para convertirlas en esclavas, pero con el resto formaron un grupo y les obligaron a desnudarse y pelear con sus hombres, que también estaban desnudos. Fue un castigo por su feroz resistencia. Los que siguieron vivos después de luchar todo el día fueron pasados a cuchillo. Yochi, a diferencia de Chagatai, se mostró crítico de tantas matanzas. Nasawi afirmaba que Yochi ordenó sacar a todas las personas de la ciudad, luego seleccionaron a los artesanos para llevárselos a Mongolia como sus esclavos y con espadas, hachas y flechas masacraron a los demás.
La Historia secreta relata que los tres hermanos se repartieron la población de la ciudad entre ellos, pero no le dejaron parte del botín a su padre, quien los reprendió negándoles una audiencia con él, pero después de escuchar mensajeros con disculpas la concedió. Al llegar ante su padre, los hermanos se inclinaron en sumisión y el jagán los reprendió a gritos. Solamente fueron perdonados por intercepción de Muqali y otros lugartenientes del jagán.
Juvayni decía que después de la victoria, los mongoles sacaron a toda la gente de la ciudad y ahí seleccionaron a 100 000 artesanos para enviarlos a Oriente, y tomaron a mujeres y niños como esclavos. Finalmente, dividieron a los hombres entre sus soldados y a cada guerrero mongol se le ordenó ejecutar a 24 prisioneros. Athir afirmaba que la matanza fue completa y que nadie sobrevivió en Gurganj, a diferencia de en otras ciudades, pues los mongoles abrieron las presas de los canales vecinos e inundaron la urbe. Había sucedido en otras ocasiones que había supervivientes porque algunos lograban huir, otros se ocultaban entre los cadáveres y otros se refugiaban en sótanos, pero esta vez la inundación ahogó a todo el que se intentó esconder.
Cherniavsky sostuvo que la mayoría de la población murió en el asedio, pero igualmente muchos civiles y militares sobrevivieron, quizás hasta 10 000 artesanos (aplicando la vieja lógica que las crónicas suelen exagerar por 10 los números) y decenas de miles de mujeres y niños. Los ejecutados habrían sido los jefes militares (Jumar Tegin, Kutlug Jan y Feridun Guri) y luego sus subordinados. La historiadora estadounidense Pamela Crossley consideraba que las masacres cometidas por los mongoles debieron alcanzar las decenas de miles de víctimas en cada ciudad, no millones. Las urbes de esa época no estaban «ni cerca» de tener un millón de habitantes dentro o en sus cercanías. Lo que si es cierto, es que las matanzas fueron brutales y debieron haber muchos casos de decapitaciones para reunir montones de cabezas, personas hervidas vivas, orificios corporales llenos de metal fundido, destripamiento, pisoteo de caballos, etc.

### Fin de los jorezmitas
Jalal ad-Din y sus compañeros consiguieron llegar a Gazna, lo que provocó la ira del jagán con Tokuchar, quien había saqueado tierras sin su permiso y no había impedido que el sah escapara de Gurganj.
Ozlak y Ak llegaron a la fortaleza de Jurandiz, donde recibieron caballos y provisiones al igual que su hermano Jalal ad-Din antes que ellos y quien estaba ya en Nishapur. Tratando de seguir los pasos del nuevo monarca corasmio, Ozlak y Ak llegaron al fuerte de Nisa, donde permanecieron hasta que se enteraron de la venida de tropas mongolas, que irónicamente desconocían de la presencia de los príncipes.
Al parecer, era un destacamento mongol que el nuevo sah ya había logrado vencer cerca de Ustuva, en la colina de Shayaqan. Los príncipes huyeron hacia Ustuv y en el pueblo de Vashta formaron a sus hombres y chocaron con sus lanzas contra los conquistadores, dándose una feroz lucha que a cabo en la derrota de los mongoles, salvándose unos pocos de los vencidos. Ozlak se confió y creyendo que había vencido al ejército mongol en Jorasán y pronto podría limpiar a la región de sus enemigos, acampó sin tomar precauciones. Súbitamente, otra tropa de invasores llegó, rodeó el campamento y atacó a los aterrorizados corasmios. Sin saber que en la caravana estaban príncipes, los mongoles los mataron a todos, clavando las cabezas de Ozlak y Ak en picas al volver con el resto de su ejército.
Perseguida por Yebe, Terken Jatun fue asediada en Ilal por cuatro meses, pero la guarnición se rindió por la sed, pues no había llovido por mucho tiempo, un fenómeno inusual en Mazandarán. Fue llevada ante el jagán y sus nietos menores ejecutados, excepto el más joven, Kumaji Sah, quien la acompañó al inicio de su cautiverio. Sin embargo, el jagán ordenó separarlos y posteriormente hizo estrangular al niño para destruir a la familia de su enemigo.

### Postrimerías
La historiadora francesa Marie Favereau creía que Gengis Jan consideró a Gurganj un fracaso, el objetivo debió ser capturarla y conservarla como un importante centro cultural, político y comercial. Para empeorarlo todo, un gran número de soldados mongoles murieron en el asedio. Doeke Eisma señalaba que la feroz y prolongada resistencia de la ciudad se debió a que sus habitantes y la guarnición sentían fuerte lealtad a los anushtigínidas. El académico Erik Davis consideraba que el asedio fue muy prolongado por la falta de cohesión entre las distintas unidades mongolas y la habilidad de los corasmios para defenderse.
Yochi permaneció en la zona alrededor del antiguo mar de Aral, pero Chagatai y Ogedei volvieron al sur para reunirse con su padre; según Hamadani, se reunieron en Taleqan (Taliqan). De Hartog cree que en febrero de ese año, Gengis Jan envió a Tolui a invadir Jorasán. Después de descansar en el verano en Taleqan, Gengis Jan, Chagatai, Ogedei y Tolui unieron sus fuerzas para acabar con Jalal ad-Din en la batalla del río Indo.

### Primaria
Los libros son citados en números romanos y capítulos y párrafos en números arábigos. Entre paréntesis se usaron los apellidos de los editores o traductores de las ediciones usadas para indicar las páginas. 
- Ali ibn al-Athir. La historia completa. En Richards, D. S. (2016). The Chronicle of Ibn al-Athir for the Crusading Period from al-Kamil fi'I-Ta'rikh. The Years 589-629/1193-1231: The Ayyubids after Saladin and the Mongol Menace (en inglés) III. Londres: Routledge.
- Ata-Malik Juvayni. Historia del conquistador del mundo. En Boyle, John Andrew (1958a). The History of the World-Conqueror (en inglés) I. Cambridge: Harvard University Press.
- Ata-Malik Juvayni. Historia del conquistador del mundo. En Boyle, John Andrew (1958b). The History of the World-Conqueror (en inglés) II. Cambridge: Harvard University Press.
- Bar Hebraeus. Cronografía. En Wallis Budge, Ernest Alfred Thompson (1932). Bar Hebraeus' Chronography (en inglés). Londres: Oxford University Press (numeración de páginas según el PDF). Véase fragmentos en Dundon, Matthew J. (2021). Bar Hebraeus’ Chronography: A Translation into Mongolian with attached commentary (en inglés). Hohhot: Inner Mongolia University.
- Historia secreta de los mongoles. En Onon, Urgunge (2005).  Urgunge Onon, ed. Secret History of the Mongols (en inglés). Nueva York: Taylor & Francis. ISBN 0-203-98876-0. Véase también en De Rachewiltz, Igor (2015).  John C. Street, ed. The Secret History of the Mongols: A Mongolian Epic Chronicle of the Thirteenth Century (en inglés). Madison: University of Wisconsin.
- Khwandamir. El amado de las carreras. En Siyaghi, Mohammad (2009). حبيب السير [Habib al-Siyar] (en persa). Isfahán: مرکز تحقیقات رایانه ای قائمیه (la numeración de las páginas usa las cifras arábigas orientales).
- Minhaj-i Siraj Juzjani. Una historia general de las dinastías mahometanas de Asia. En Raverty, H. G. (1881). Tabakat-I-Nasiri (en inglés) I. Londres: Gilbert & Rivington.
- Minhaj-i Siraj Juzjani. Una historia general de las dinastías mahometanas de Asia. En Raverty, H. G. (1970). Tabakat-I-Nasiri (en inglés) II. Nueva Delhi: Oriental Books Reprint Corporation.
- Rashid-al-Din Hamadani. Compendium de Crónicas. En Arends, Alfred Kárlovich (1946). Сборник летописей (Книга 2) I. Moscú: Institut vostokovedenii︠a︡ (Akademii︠a︡ nauk SSSR). Véase también en Thackston, Wheeler McIntosh (1998). Rashiddun Fazlullah's Jamiʻuʼt-tawarikh. Compendium of Chronicles: A History of the Mongols (en inglés) 1. Cambridge: Harvard University Press. Véase un fragmento sobre Chagatai en Sela, Ron; Levi, Scott Cameron (2009). «24. Rashid al-Din: In Defense of Chaghatay Khan». Islamic Central Asia: An Anthology of Historical (en inglés). Bloomington: Indiana University Press. pp. 139-142. ISBN 9780253353856.
- Shihab al-Din Muhammad al-Nasawi. Biografía de Jalal ad-Din Mingburnu. En Bunyatov, Ziya Musáyevich (1996). Сират ас-султан Джалал ад-Дин Манкбурны (en ruso). Moscú: Восточная литература. Véase también un fragmento de la obra en Sela, Ron; Levi, Scott Cameron (2009). «21. Nasawi: The Khorezmshah’s Downfall». Islamic Central Asia: An Anthology of Historical (en inglés). Bloomington: Indiana University Press. pp. 125-129. ISBN 9780253353856.

### Moderna
- Abazov, Rafis (2005). Historical dictionary of Turkmenistan (en inglés). Lanham: Scarecrow Press. ISBN 9780810853621.
- Andrianov, Boris Vasilyevich (1969). Древние оросительные системы Приаралья (в связи с историей возникновения и развития орошаемого земледелия) (en ruso). Moscú: Нау́ка.
- Arzhantseva, Irina A.; Härke, Heinrich; Armarchuk, Ekaterina A. (2023). «Beyond the Gate of the Turks: Archaeology around the Aral Sea».  En Jonathan Shepard, Luke Treadwell, ed. Muslims on the Volga in the Viking Age: In the Footsteps of Ibn Fadlan (en inglés). Londres: Bloomsbury Publishing. pp. 149-176. ISBN 9780755618187.
- Atwood, Christopher (2017). «Jochi and the Early Western Campaigns».  En Morris Rossabi, ed. How Mongolia Matters: War, Law, and Society (en inglés). Brill. pp. 35-56. ISBN 9789004343405.
- Barthold, Wilhelm (1928). Turkestan Down to the Mongol Invasion (en inglés) (2ª edición). Londres: Oxford University Press.
- Barthold, Wilhelm (1993). «Gurgānḏj». E.J. Brill's First Encyclopaedia of Islam, 1913-1936: E-I'timād al-Dawla (en inglés) III. Leinden: Brill. pp. 183-184. ISBN 9789004097896.
- Cherniavsky, Vasili N. (2018). Империя хорезмшахов (en ruso). Moscú: Издательство "Вече". ISBN 978-5-4444-6612-4.
- Chua, Amy (2009). Day of Empire: How Hyperpowers Rise to Global Dominance--and Why They Fall (en inglés). Nueva York: Knopf Doubleday Publishing Group. ISBN 9780307472458.
- Crossley, Pamela Kyle (2019). Hammer and Anvil: Nomad Rulers at the Forge of the Modern World (en inglés). Lanham: Rowman & Littlefield. ISBN 9781442214453.
- Davis, Erik (2022). The Shah and the Great Khan: the Mongol-Khwarazm war of 1217-1221 (en inglés). Calgary: University of Calgary.
- De Hartog, Leo (2004). Genghis Khan. Conqueror of the World (en inglés). Londres: Tauris. ISBN 9781860649721.
- Egorov, Vamir L. (1985). «Глава третья. Города Золотой Орды и некоторые вопросы экономической географии государства». Историческая география Золотой Орды в XIII-XIV вв. (en ruso). Moscú: Нау́ка. pp. 74-140.
- Eisma, Doeke (2006). Chinggis Qan and the Conquest of Eurasia: A Biography (en inglés). Morrisville: Lulu. ISBN 9781847289742.
- Favereau, Marie (2021). The Horde: How the Mongols Changed the World (en inglés). Londres: Cambridge University Press. ISBN 9780674244214.
- Finke, Peter (2014). Variations on Uzbek Identity: Strategic Choices, Cognitive Schemas and Political Constraints in Identification Processes (en inglés). Oxford: Berghahn Books.
- Gulyamov, Yahya G. (1972). «Эпо́ха Абу Райхана Беруни». Ўзбекистонда ижтимоий фанлар. Общественные науки в Узбекистане (en ruso) (Taskent: Изд-во Академии наук Узбекской ССР) (2): 3-9.
- Itina, M. A.; Rapoport, Yuriy A. (1978). «Khwarazm». Great Soviet encyclopedia (en inglés) XXVIII (3ª edición). Nueva York: MacMillan. pp. 623-624.
- Liddell Hart, Basil Henry (1984). Great captains unveiled (en inglés). Salem: Ayer. ISBN 0836906187.
- MacGuckin, William (1868). Ibn Khallikan's Biographical Dictionary (en inglés) III. París: Oriental Translation Fund of Great Britain and Ireland.
- McLynn, Frank (2016). Genghis Khan: His Conquests, His Empire, His Legacy (en inglés). Cambridge: Da Capo Press. ISBN 9780306825170.
- Morgan, E. Delmar (1878). «The Old Channels of the Lower Oxus. From Russian and Other Sources». The Journal of the Royal Geographical Society of London (en inglés) (48): 301-320.
- Nardo, Don (2010). Genghis Khan and the Mongol Empire (en inglés). Londres: Greenhaven Publishing LLC. ISBN 9781420506020.
- Pittard, Dana J. H. (1994). Thirteenth Century Mongol Warfare: Classical Military Strategy of Operational Art? (en inglés). Fort Leavenworth: School of Advanced Military Studies.
- Rahul, Ram (1997). Central Asia: An Outline History (en inglés). Delhi: Concept Publishing Company. ISBN 9788170226796.
- Ratchnevsky, Paul (1992). Genghis Khan: His Life And Legacy (en inglés). Cambridge: Blackwell. Traducción alemán-inglés por Thomas Nivison Haining. ISBN 0-631-16785-4.
- Saunders, John Joseph (2023). The History of the Mongol Conquests (en inglés). Londres: Taylor & Francis. ISBN 9781000908602.
- Stinemetz, Steven D. (1984). «Clausewitz or khan? The mongol method of military success». Parameters: Journal of the US Army War College (en inglés) (Carlisle Barracks: U.S. Army War College) XIV (1): 71-80.
- Sverdrup, Carl F. (2017). The Mongol Conquests: The Military Campaigns of Genghis Khan and Sübe'etei (en inglés). Amherst: Helion & Company. ISBN 978-1913336059.
- Uhrig, Henry T. (1970). «An Early Thunderbolt». Quarterly Review of Military Literature (en inglés) L (8): 75-82.